# Мъже
„Мъже“ е български игрален филм (драма) от 1966 г. на режисьора Васил Мирчев по сценарий на Георги Марков. Оператор е Тодор Стоянов. Създаден е по едноименния роман на Георги Марков. Музиката във филма е композирана от Милчо Левиев.

## Актьорски състав
- Сава Хашъмов – редакторът Иван Дойчинов
- Добромир Манев – Сашо
- Любомир Гуляшки – Младен
- Румяна Карабелова – Мария
- Йоана Попова – Виолета, дъщерята на директора
- Надежда Ранджева – Данчето, приятелката на Младен
- Иван Касабов – Офицерът
- Георги Георгиев – Гец
- Михаил Михайлов – Професор-доктор инж. Хаджикостов
- Йордан Матев – Главният инженер
- Хенриета Григорова
- Спас Джонев – Колманов, научен сътрудник
- Николай Бинев – физикът Ружицки, научен сътрудник
- Константин Димчев – доктор Неделев, научен сътрудник
- Любомир Карабойков
- Стоян Гъдев
- Кирил Ковачев
- Георги Колев
- Константин Стойков
- Стоян Павлов
- Веса Апостолова
- Милен Николов (не е в надписите)
- Тодор Тодоров (не е в надписите) – Алекси, ръководител цех
- Никола Узунов (не е в надписите) – научен сътрудник